# João Maxêncio
João Maxêncio (em latim: Joannes Maxentius) foi um líder bizantino dos chamados monges citas, uma minoria cristológica.

## Biografia
Ele aparece na história em Constantinopla, em 519-520. Os monges citas adaptaram a fórmula: "Um da Trindade sofreu na carne" para excluir o nestorianismo e o monofisismo, e tentaram condenar as obras de Fausto de Riez como estando contaminada pelo pelagianismo. Em ambos os casos eles encontraram feroz oposição. Maxêncio apresentou uma apelação aos legados papais que estavam na época em Constantinopla.
Quando ela fracassou em obter uma decisão favorável, alguns monges (não Maxêncio, porém) foram à Roma para apresentar o caso perante o Papa Hormisda. Como ele demorou em dar sua decisão, eles se dirigiram a alguns bispos da África que tinham sido banidos para a Sardenha, e São Fulgêncio que, respondendo em nome deles, abraçou calorosamente sua causa. No início de agosto de 520, os monges deixaram Roma.
Em 13 de agosto, Hormisda enviou uma carta para um bispo africano, Possessor, que estava em Constantinopla, na qual ele condenou severamente a conduta dos monges citas e também declarando que as obras de Fausto não foram recebidas entre as obras de autoridade dos Pais da Igreja, afirmando que a verdadeira doutrina sobre a graça estava nas obras de Santo Agostinho (Hormisdae ep., cxxiv in Thiel, p. 926). Maxêncio atacou esta carta e, em linguagem pesada, afirmou que era uma obra de heréticos que circulava sob o nome do Papa. Esta foi a última vez que os monges citas e o seu líder aparecem na história.
A identificação de João Maxêncio com o padre João, a quem Fulgêncio endereçou sua "De veritate praedestinationis etc" e com o padre e arquimandrita João, a quem os bispos africanos enviaram a sua "Epistula sinodica" é uma suposição que não pode ser comprovada.

## Obras
Maxêncio também é o autor de:
- Dois diálogos contra os nestorianos;
- Doze anátemas contra os nestorianos;
- Um tratado contra os Acéfalos (igrejas monofisistas cismáticas).

O "Professio de Christo", impresso como uma obra separada, é nada mais que uma parte da "Epistola ad legatos sedis apostolicae".
Suas obras, originalmente escritas em Latim, foram preservadas em condições insatisfatórias. Elas foram publicadas inicialmente por Cochlaeus.